# Bieleboh
Der Bieleboh (obersorbisch Běłobóh, zeitweilig auch Huhberg) ist ein Berg im Lausitzer Bergland im östlichen Freistaat Sachsen. Auf seinem Gipfel, der in der Gemarkung Beiersdorf liegt, befinden sich die Bielebohbaude und ein Aussichtsturm.

## Lage und Umgebung
Direkt am Fuße des Berges liegt die Gemeinde Beiersdorf, nördlich der langgestreckte Ort Cunewalde.

## Namensherkunft
Der Name Bieleboh weist von der Namensbedeutung her Ähnlichkeiten zum benachbarten Berg Czorneboh auf. Bezieht sich letzterer auf den sorbischen Begriff Čorny Bóh (schwarzer Gott), so steht das Biele („běły“) hier für weiß. Die Namen legen einen Bezug auf eine vorchristliche sorbische Mythologie nahe, über die es jedoch keine gesicherten Informationen gibt. Helmold von Bosau erwähnte einen Weißen Gott als Gegenpart des Schwarzen Gottes indirekt als „Gott des Glücks“. Möglicherweise ist er identisch mit dem slawischen Sonnengott „Svantovit“. Die mythologische Bezeichnung des Berges tauchte – ebenso wie beim Czorneboh – erst in der frühen Neuzeit auf, weswegen die Authentizität strittig ist. Noch 1746 lautete der Name des Berges „Hoher Wald“. In den sächsischen Meilenblättern, einem militärischen Kartenwerk aus der Zeit von 1780 bis 1806, wurde der Berg zeitgleich mit dem „Zschernebog“ (heute Czorneboh) als „Der Pilobogg oder Beyersdorferberg“ eingetragen. Karl Benjamin Preusker zeichnete 1841 eine mit Sagen behaftete Steinformation des Berggipfels, die er als „Bielybog-Altar“ bezeichnete. Auch die Bezeichnung Kaspers Berg, die auf einen Besitzer des Bergwaldes, einen Bauerngutsbesitzer und Fuhrmann in Beiersdorf Bezug nahm, verschwand. 1936 wurde der Berg von den Nationalsozialisten im Zuge der Germanisierung sorbischer Orts- und Flurnamen zeitweilig in Huhberg umbenannt und erhielt seinen Namen nach 1945 zurück.

## Geschichte
Nach 1830 wurden vom Kretschamwirt von Beiersdorf Schießfeste auf dem Berge veranstaltet. Der Gebirgsverein Oberes Spreetal Neusalza wurde 1882 gegründet und begann einen Altan auf dem Berg zu errichten, da hier bereits ein Obelisk stand, dieser wurde aber bald verworfen und ein Aussichtsturm geplant.
1882 begann der Bau des 12 m hohen Aussichtsturmes. Er wurde am 6. Mai 1883 fertiggestellt und eingeweiht.
Am 2. Juli 1910 wurde der Turm durch Blitzschlag zerstört, dabei brannte er vollständig aus. Der Bieleboh-Verein als Rechtsträger sammelte Spenden aus der Bevölkerung, und der Landesverein Sächsischer Heimatschutz gestaltete den neuen Entwurf, der um 4 m höher war und eine Turmhaube hatte. Der anschließende Wiederaufbau war bereits am 25. September desselben Jahres fertig, und es erfolgte eine feierliche Weihe. 1994 musste der Aussichtsturm wegen Baufälligkeit gesperrt werden. 1998 erfolgte die Instandsetzung des Aussichtsturms, der dabei um weitere 5 m auf die heutige Gesamthöhe von 21 m aufgestockt wurde, um eine bessere Sicht über die Baumwipfel zu erreichen.
Seit März 2016 wird die Bergwirtschaft unter dem Namen Naturressort Bieleboh betrieben. 2020 wurde das Gebäudeensemble auf dem Gipfel um einen teilweise in den Berghang integrierten Ballsaal erweitert.

## Sonnenphänomen
Karl Benjamin Preusker (1786–1871) vertrat die Ansicht, dass legendenumwobene Felsen der Oberlausitz in prähistorischer Zeit als heidnische Opferaltäre dienten. Neben anderen zeichnete er auch den „Bielebohaltar“.
Im März 2007 untersuchten Heimatforscher aus Sohland an der Spree diesen mutmaßlichen Altar auf seine Eignung für kalendarische Sonnenbeobachtungen. Es zeigte sich, dass die augenförmige Öffnung (Teufelsfenster) in einer Höhlung der Steinformation die Bestimmung der Tagundnachtgleiche (Frühlings- und Herbstbeginn) bei Sonnenaufgang gestattet.

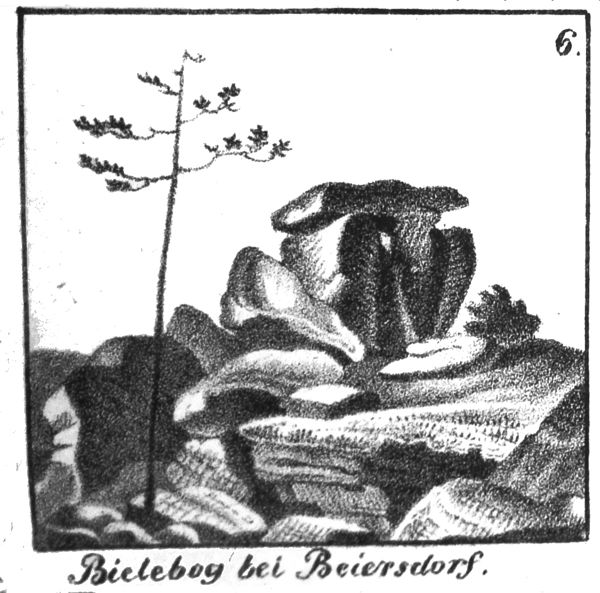
Bielebohaltar gezeichnet von Karl Benjamin Preusker 1841
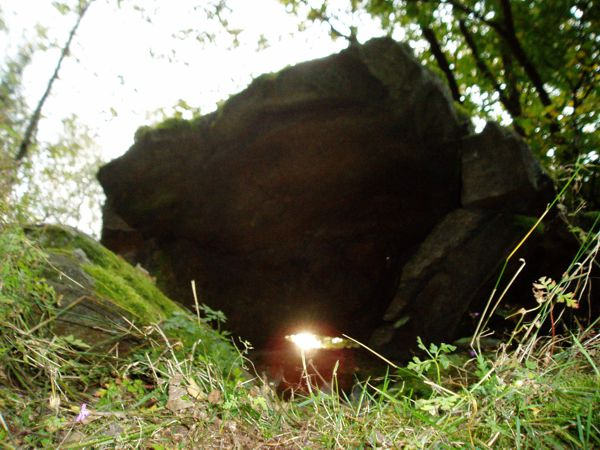
Bielebohaltar mit Sonnendurchgang Tagundnachtgleiche Sonnenaufgang 2008 im „Teufelsfenster“

## Aussicht

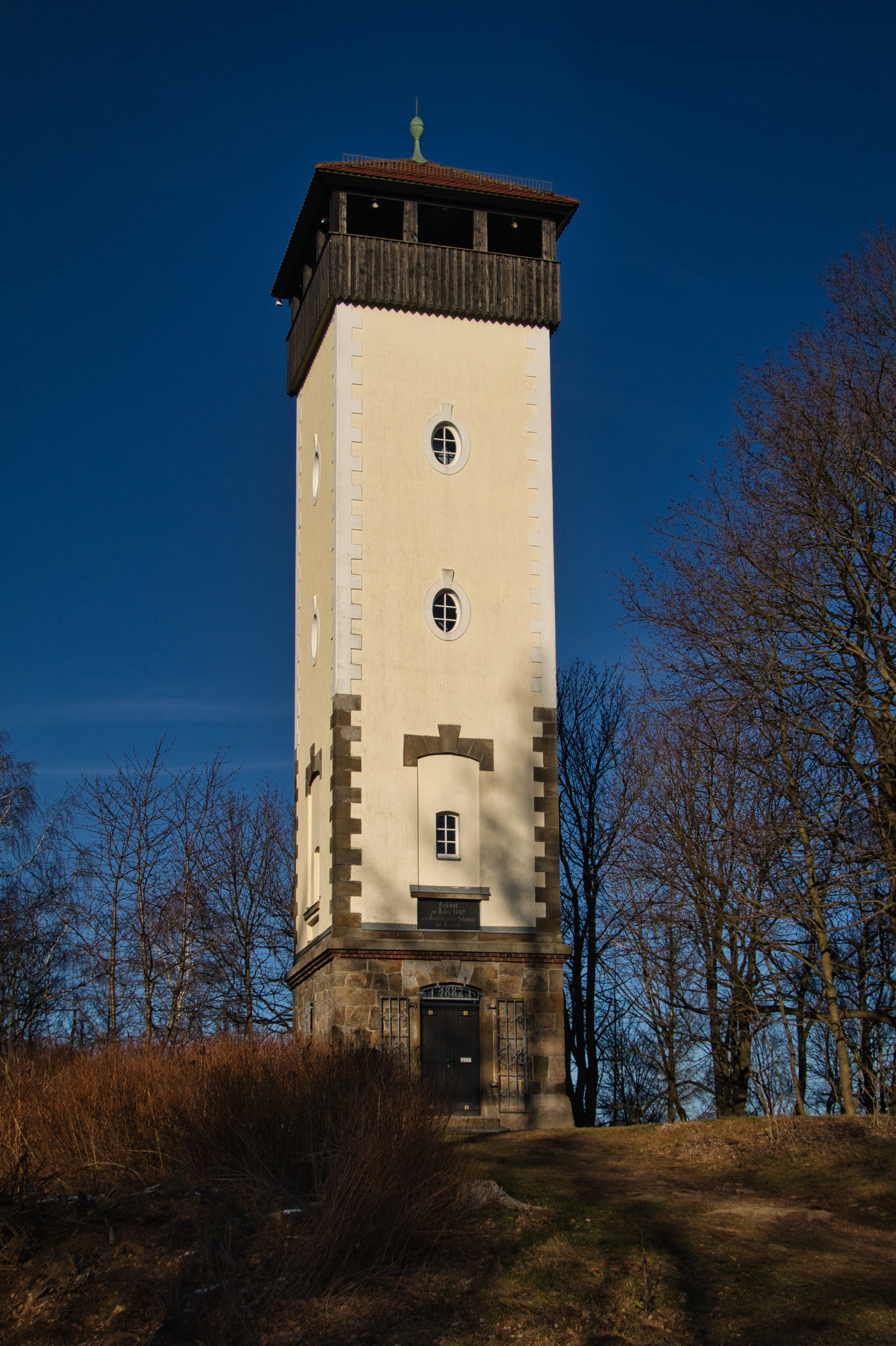
Aussichtsturm Bieleboh

Vom Turm bietet sich ein weiter Rundblick ins Lausitzer Bergland, aber auch zur vulkanisch entstandenen Bergkette des Lausitzer Gebirges.
Markante Berge im Blickfeld sind der Czorneboh, der Kottmar, der Löbauer Berg und der Oberoderwitzer Spitzberg. Bei Fernsicht reicht der Blick auch bis ins Iser- und Riesengebirge im Südosten sowie bis ins östliche Erzgebirge im Westen.

## Wege zum Gipfel
- Von Beiersdorf führt eine Fahrstraße zum Gipfel. Ein Wanderparkplatz befindet sich 400 m vor dem Gipfel im Sattel zum Kuhberg.
- Über den Berg führt der blau markierte Fernwanderweg Zittau–Wernigerode, auch als Oberlausitzer Bergweg gekennzeichnet.
- Ein Aufstieg auf den Berg ist auch über eine Vielzahl weiterer markierter Wanderwege möglich.

## Quelle
- Hinweisschild im Aussichtsturm
- Zwischen Strohmberg, Czorneboh und Kottmar (= Werte unserer Heimat. Band 24). 1. Auflage. Akademie-Verlag, Berlin 1974.